# أندي شميد
أندي شميد (30 أغسطس 1983 في سويسرا - ) هو لاعب كرة يد سويسرا في مركز ظهير أوسط ‏. شارك في دوري أبطال أوروبا لكرة اليد 2008–09 ودوري أبطال أوروبا لكرة اليد 2011–12 وكأس أوروبا لكرة اليد 2011–12 ‏ ودوري أبطال أوروبا لكرة اليد 2013–14 وكأس أوروبا لكرة اليد 2005–06 ‏ وكأس أوروبا لكرة اليد 2006–07 ‏ ودوري أبطال أوروبا لكرة اليد 2010–11 و وMen's EHF Cup Winners' Cup 2008-09 ‏ ودوري أبطال أوروبا لكرة اليد 2014–15 وكأس أوروبا لكرة اليد 2012–13 ‏. وشارك مع  و. أما مع النوادي، فقد لعب مع نادي غراسهوبر زيوريخ وZMC Amicitia Zürich ‏ وBjerringbro-Silkeborg Håndbold ‏ وراين نيكار لوين.

## وصلات خارجية
- أندي شميد على موقع الاتحاد الأوروبي لكرة اليد (الإنجليزية)
- أندي شميد على موقع الدوري الألماني لكرة اليد (الألمانية)